# Love's Awakening (film 1910 Webster)
Love's Awakening è un cortometraggio muto del 1910 diretto da Harry McRae Webster.

## Produzione
Il film fu prodotto dalla Essanay Film Manufacturing Company.

## Distribuzione
Il film - un cortometraggio di una bobina - uscì nelle sale cinematografiche USA il 6 dicembre 1910.